# Astragalus isabellae
Astragalus isabellae es una especie de planta del género Astragalus, de la familia de las leguminosas, orden Fabales.

## Distribución
Astragalus isabellae se distribuye por Jammu y Cachemira.

## Taxonomía
Fue descrita científicamente por Dunn. Fue publicada en Bull. Misc. Inform. Kew 1924(10): 384 (1924).